# Eschweilera parvifolia
Eschweilera parvifolia är en tvåhjärtbladig växtart som beskrevs av Carl Friedrich Philipp von Martius och Dc. Eschweilera parvifolia ingår i släktet Eschweilera och familjen Lecythidaceae. Inga underarter finns listade i Catalogue of Life.